# دریای هیولاها
پرسی جکسون: دریای هیولا ها (به انگلیسی: The Sea of Monsters) جلد دوم مجموعه پرسی جکسون و خدایان یونان اثر ریک ریوردن است و در ۱ آوریل ۲۰۰۶ انتشار یافته‌است. از روی این کتاب فیلمی با نام پرسی جکسون و المپ‌نشینان: دریای هیولا ها نیز ساخته شده‌است.

## داستان
گروار که به دنبال پان است در خطر می افتد و در خواب از پرسی کمک می‌خواهد.درخت تالیا که با زهر مسموم شده. پرسی و آنابث به همراه هم به دنبال پشم زرین برای درمان تالیا و گروار که در جزیره ای به دستان پولیفموس اسیر است میروند و در دریای هیولاها به ماجراجویی می پردازند و....